# Harneskmalar
Harneskmalarna (Loricariidae) är en familj i ordningen malartade fiskar som kännetecknas av att vara täckta av benplattor.
Tillhörande arter förekommer från Costa Rica och Panama till Sydamerika. De lever i vattendrag och i havet. I bergstrakter når de 3000 meter över havet. Några familjemedlemmar har skäggtöm vid munnen. Inom familjen finns arter som saknar en fettfena och andra arter som har en fettfena med en tagg på framkanten.
Familjens släkten fördelas på sju underfamiljer.
Det vetenskapliga namnet är bildat av det latinska ordet lorica (korselett).

## Släkten
| - Acanthicus - Acestridium - Ancistrus - Aphanotorulus - Apistoloricaria - Aposturisoma - Baryancistrus - Brochiloricaria - Chaetostoma - Cordylancistrus - Corumbataia - Corymbophanes - Crossoloricaria - Cteniloricaria - Dasyloricaria - Dekeyseria - Delturus - Dentectus - Dolichancistrus - Epactionotus - Eurycheilichthys - Exastilithoxus - Farlowella - Furcodontichthys - Glyptoperichthys - Guyanancistrus - Harttia - Harttiella - Hemiancistrus - Hemiodontichthys - Hemipsilichthys - Hisonotus | - Hopliancistrus - Hypancistrus - Hypoptopoma - Hypostomus - Isbrueckerichthys - Isorineloricaria - Ixinandria - Kronichthys - Lamontichthys - Lasiancistrus - Leporacanthicus - Leptoancistrus - Limatulichthys - Lipopterichthys - Liposarcus - Lithogenes - Lithoxancistrus - Lithoxus - Loricaria - Loricariichthys - Megalancistrus - Metaloricaria - Microlepidogaster - Nannoptopoma - Neblinichthys - Neoplecostomus - Niobichthys - Oligancistrus - Otocinclus - Otothyris - Otothyropsis - Oxyropsis | - Panaque - Paraloricaria - Parancistrus - Pareiorhina - Parotocinclus - Peckoltia - Planiloricaria - Pogonopoma - Pseudacanthicus - Pseudancistrus - Pseudohemiodon - Pseudolithoxus - Pseudoloricaria - Pseudorinelepis - Pseudotocinclus - Pseudotothyris - Pterosturisoma - Pterygoplichthys - Pyxiloricaria - Reganella - Rhadinoloricaria - Rhinelepis - Ricola - Rineloricaria - Schizolecis - Scobinancistrus - Spatuloricaria - Spectracanthicus - Squaliforma - Sturisoma - Sturisomatichthys |